# San Juan de Paluezas
San Juan de Paluezas es una localidad española perteneciente al municipio de Borrenes, en la provincia de León, comunidad autónoma de Castilla y León.

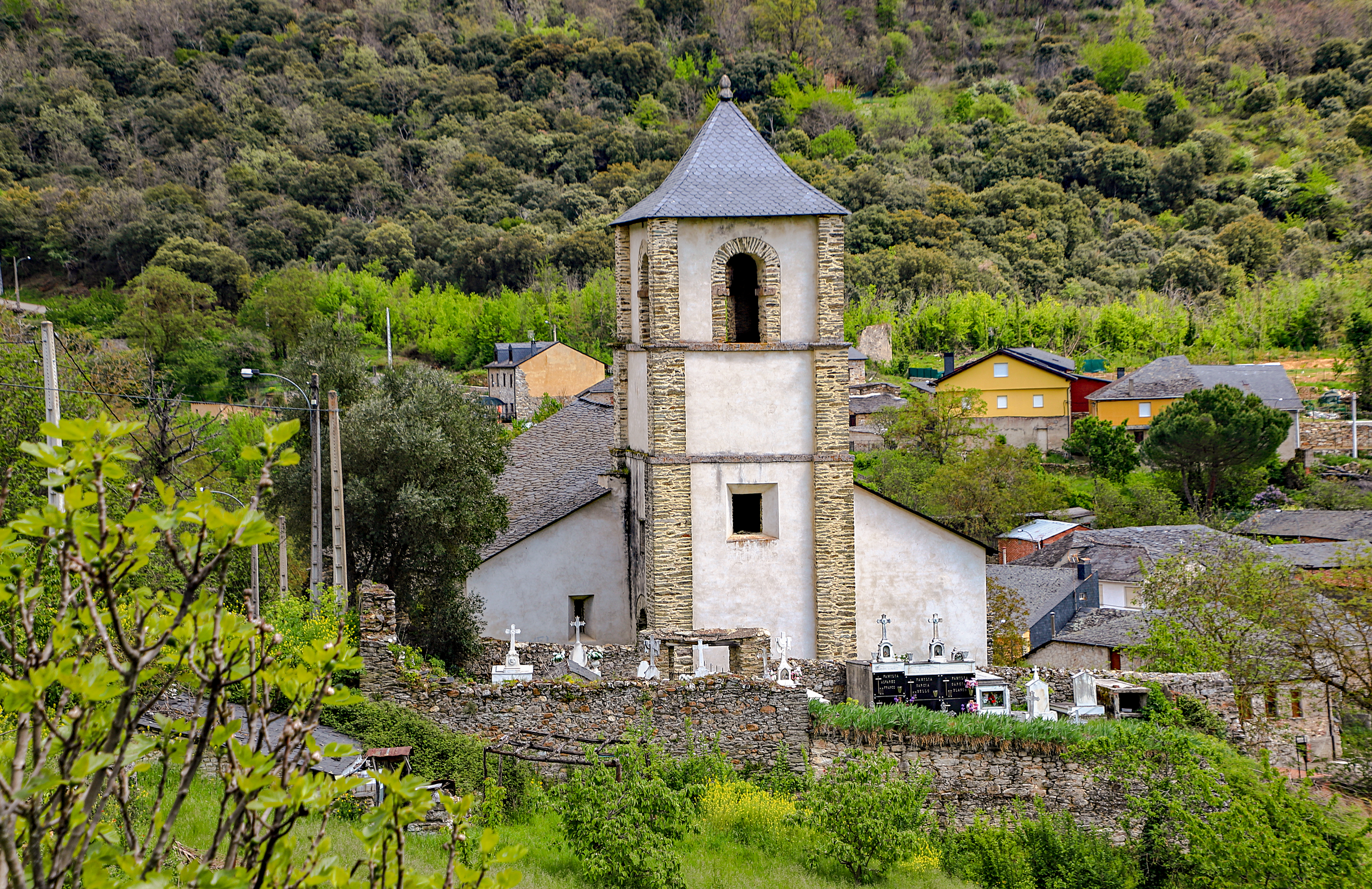
Iglesia de Nuestra Señora de la Asunción

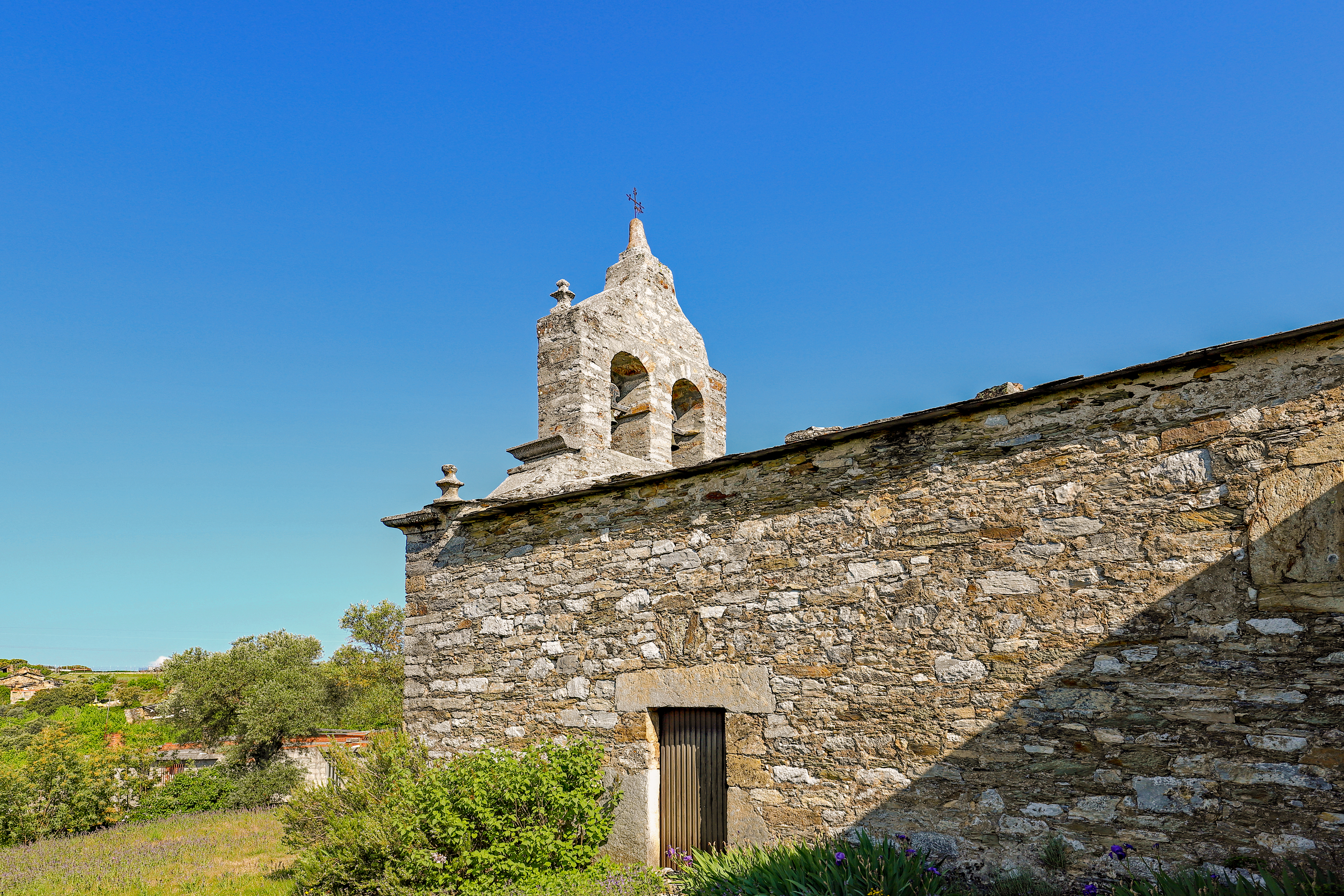
Ermita Virgen de la Estrella

## Geografía

### Ubicación
| Noroeste: Villadepalos | Norte: Villaverde de la Abadía | Noreste: Dehesas          |
| Oeste: Campañana       |                                | Este: Santalla del Bierzo |
| Suroeste Carucedo      | Sur: Borrenes                  | Sureste: Borrenes         |

## Demografía
Evolución de la población
| Gráfica de evolución demográfica de San Juan de Paluezas entre 2000 y 2016 |
|                                                                            |
| Población de derecho (2000-2016) según el padrón municipal del INE         |

## Patrimonio
El Castrelín de San Juan de Paluezas fue un asentamiento prerronamo abandonado en el siglo I que contaba con dos recintos rodeados por una potente muralla en el que sus habitantes vivían de la agricultura y la ganadería. Forma parte de la Ruta de los Poblados. Así mismo, desde su ubicación se obtienen vistas de la casi totalidad de El Bierzo.